# Магния
Магния (на арабски: مغنية) е град и едноименна община в Северозападен Алжир, област Тлемсен. Градът е административен център на едноименна околия.
Намира се на 40 km западно от областния център Тлемсен и на 10 km от границата с Мароко.
Населението на градската агломерация е 87 373 жители, а на общината е 114 634 души (преброяване, 14 април 2008).
В Магния е роден политикът Ахмед Бен Бела (1916-2012) – първият президент (1963-1965) на независим Алжир.